# 棕背黑头鸫
棕背黑头鸫（学名：Turdus kessleri）为鶲科鸫属的鸟类，俗名克氏鸫。分布于印度以及中国大陆的西藏、甘肃、青海、四川、云南等地，主要生活于在西藏栖息于3600-4500米林线以上的杜鹃和柳树灌丛中以及冬季下迁至海拔2100米处。该物种的模式产地在甘肃。